# Alexandre Dumas fiul
Alexandre Dumas  (zis și Dumas-fils, „Dumas-fiul”; n. 27 iulie 1824, Paris, Île-de-France, Franța – d. 27 noiembrie 1895, Marly-le-Roi, Seine-et-Oise, Franța) a fost un romancier și dramaturg francez, fiul lui Alexandre Dumas.

## Biografie
Pe 27 iulie 1824 se naște la Paris Alexandre Dumas fiul. Părinții săi, romancierul Alexandre Dumas  și modesta croitoreasă Chaterine-Laure Labay(1793-1868), îl declară "copil din flori", cu mamă și cu tatăl necunoscuți. Este crescut de mama sa până la vârsta de 7 ani. Pe 17 martie 1831, Alexandre Dumas își recunoaște oficial fiul. O săptămână mai târziu, îl recunoaște oficial și mama. După o luptă aprigă între părinți, fiul este luat în îngrijire de tată.
- 1833 - intră la internat;
- 1844 - o întâlnește pe Marie Duplessis, care îi devine amantă și care îl va inspira în crearea personajului Marguerite Gautier, eroina romanului "Dama cu camelii".
- 1845 - este publicat primul său roman "Les aventures de quatre femmes et d'un perroquet", apoi urmează culegerea de versuri "Pechés de jeunesse"
- 1848 - este publicat romanul "La Dame aux camélias", iar autorul devine celebru.
- 1852 - adaptează "Dama cu camelii" pentru teatru, care va obține un succes enorm, unul din cele mai importante din secolul al XIX-lea.
- 1864 - se căsătorește cu Nadjeschda Narîșkin (născută Nadjeschda von Knorring), văduva principelui Aleksandr Narîșkin.
- 1867 Scrie "Les idées de Madame Aubray". Piesa are un mare succes. Autorul își botează fiica după personajul Jeannine.
- 1875 Pe 11 februarie, Alexandre Dumas fiul este ales membru al Academiei Franceze.
- 1895 După moartea primei sale soții, se căsătorește cu Henriette Régnier de La Brière.

Alexandre Dumas fiul moare pe 28 noiembrie la Marly-le-Roi și este înmormântat în cimitirul Montmartre din Paris.

## Operă literară
- La Dame aux camélias (1848); tradus în limba română: Dama cu camelii
- Diane de Lys (1851)
- L'Affaire Clemenceau, Mémoire de l'accusé (1866); tradus în limba română: Acuzatul[17]
- Trois Hommes forts (1850); tradus în limba română: Trei oameni tari[18]